# Inspiration Award
Gli Inspiration Award degli Empire Awards sono un riconoscimento cinematografico inglese, votato dai lettori della rivista Empire. 
Il premio viene consegnato annualmente dal 1997, con alcune eccezioni.

## Vincitori

### 1990
- 1997
  - Monty Python

- 1999
  - Spike Lee

### 2000
- 2000
  - Kenneth Branagh

- 2001
  - Aardman Animation

- 2002
  - Michael Mann

- 2004
  - Ray Harryhausen

- 2005
  - Pixar

- 2006
  - Stephen Frears

- 2008
  - Guillermo del Toro

### 2010
- 2010
  - Andy Serkis
- 2011
  - Edgar Wright
- 2012
  - Ron Howard
- 2013
  - Sam Mendes
- 2014
  - Paul Greengrass
- 2015
  - Christopher Nolan
- 2016
  - Paddy Considine

- 2017
  - Luc Besson
- 2018[1]
  - Amma Asante